# Benjamin G. Lamme

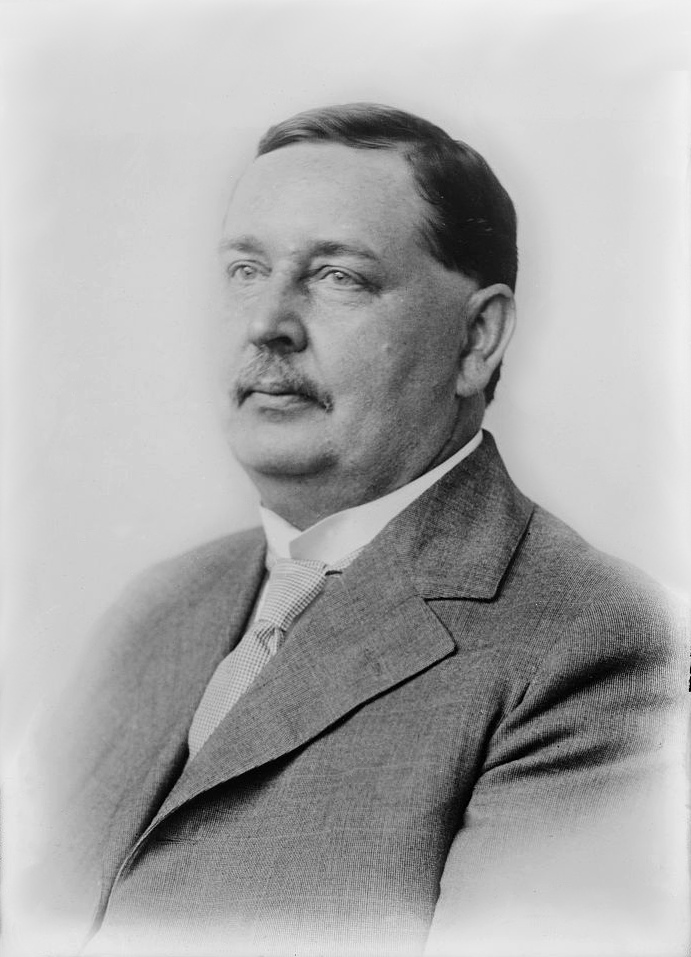
Benjamin Garver Lamme hacia 1915

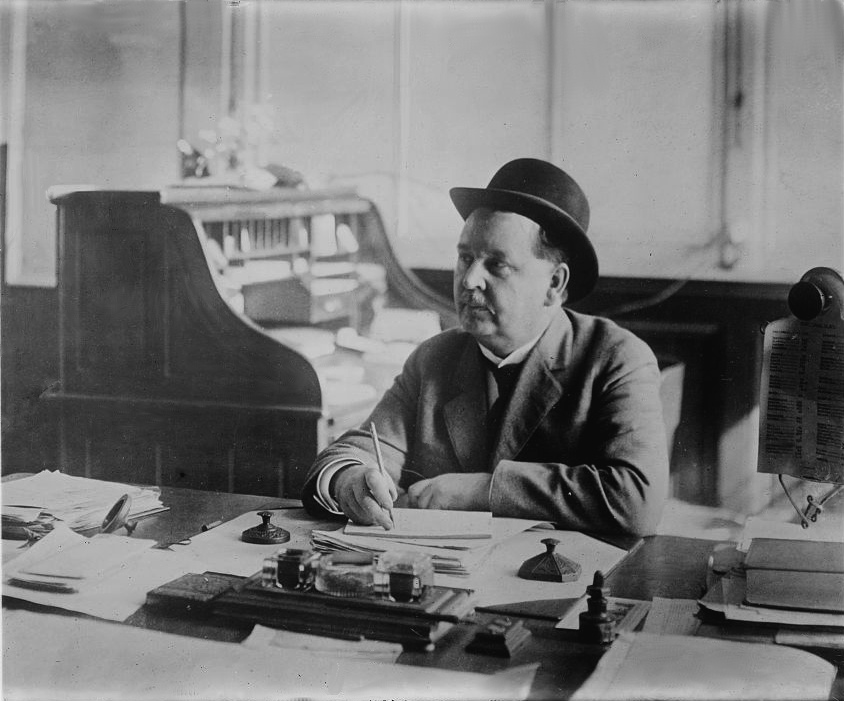

Benjamin Garver Lamme (12 de enero de 1864 - 8 de julio de 1924) fue un ingeniero eléctrico estadounidense. Trabajó como ingeniero jefe de Westinghouse, donde fue responsable del diseño de máquinas de energía eléctrica. Creó un motor asíncrono eficiente a partir de las patentes de Nikola Tesla y diseñó los generadores y la maquinaria de la Central hidroeléctrica del Niágra y de la central eléctrica del Ferrocarril Elevado de Manhattan en Nueva York.

## Biografía
Lamme nació en una granja cerca de Springfield (Ohio) en 1864. Desde muy temprana edad estuvo interesado por la maquinaria y realizó experimentos acerca sus ideas en la granja familiar de Lamme. Le gustaban las cosas que giraban, especialmente a alta velocidad. En años posteriores pudo resolver problemas complejos en su trabajo de ingeniería usando cálculos mentales. Lamme se graduó en la Olive Branch High School cerca de New Carlisle (Ohio) en 1883 y posteriormente ingresó a Universidad Estatal de Ohio y obtuvo el título de ingeniería en 1888.
A principios de 1889, leyó un artículo sobre George Westinghouse y la creación de la Filadelfia Natural Gas Company de Pittsburgh. Westinghouse contrató a Lamme y a los pocos meses lo transfirió a la Westinghouse Electric Company. Asumió el estancado proyecto de desarrollar una versión práctica del motor asíncrono de Nikola Tesla, iniciado por el ingeniero de Westinghouse Charles F. Scott, para lo que creó un diseño de devanado de jaula más eficiente.
Durante varios años, perfeccionó diversos motores eléctricos y generadores. Entre sus ocho patentes estadounidenses figuran invenciones sobre motores asíncronos, la propulsión eléctrica de barcos y los sistemas estabilizadores giroscópicos. Diseñó el motor de reducción simple para vías férreas (que reemplazó a los motores de reducción doble), el convertidor rotativo, los sistemas de electrificación ferroviaria, el motor de inducción tipo C Westinghouse y los primeros alternadores de 5000 kW para los generadores hidroeléctricos gigantes de la Adams Power Plant en las Cataratas del Niágara, durante muchos años la central eléctrica más grande del mundo. Bertha Lamme Feicht trabajó junto a su hermano en el diseño del turbogenerador del Salto del Niágara. La central comenzó a operar localmente en 1895, transmitiéndose la corriente eléctrica a Buffalo (New York) en 1896.
Lamme pasó muchos años desarrollando análisis avanzados y métodos de cálculo para diseñar y predecir el rendimiento de las máquinas eléctricas, realizando gran parte del trabajo por las noches debido a que tenía otras tareas asignadas durante el día. Entre otros empleados disponibles, nadie parecía más capaz de hacer los cálculos necesarios que su hermana Bertha, que al igual que Benjamin tenía un título en ingeniería de la Universidad Estatal de Ohio, por lo que fue contratada para este trabajo. Después de unos años, dejó Westinghouse para casarse.
La importancia de la metodología de Lamme se evidenció en 1893, cuando Westinghouse comenzó a diseñar los primeros generadores de las Cataratas del Niágara, con 5000 kW de potencia. Lamme ideó gran parte de los aparatos para la exhibición de Westinghouse en la Exposición Mundial Colombina de Chicago en 1893, incluidos los sistemas de corriente alterna, los motores asíncronos y las conmutatrices. Además de su trabajo de diseño en los alternadores de las Cataratas del Niágara, también concibió las "máquinas gigantes" para la planta de energía del Ferrocarril Elevado de Manhattan en la ciudad de Nueva York.
Lamme se convirtió en ingeniero jefe en Westinghouse en 1903 y ocupó el cargo durante el resto de su vida.
Los ferrocarriles de Nueva York, New Haven y Hartford adoptaron el sistema de tren eléctrico monofásico de Lamme en 1905.
En 1915, fue elegido por el Instituto Americano de Ingenieros Eléctricos (AIEE, en 1963 se fusionó con el Institute of Electrical and Electronics Engineers) y fue nombrado por el Secretario de la Armada para representar a la AIEE en el Naval Consulting Board.
Lamme murió en 1924 en Pittsburgh, a la edad de 60 años.

## Carrera
A medida que la tecnología avanzaba, una de las responsabilidades del Lamme era reclutar, evaluar y capacitar a nuevos graduados de ingeniería empleados por la Compañía Westinghouse. Desarrolló criterios para seleccionar a las personas más talentosas para el trabajo de ingeniería de diseño. Desarrolló e impartió el Curso de Ingeniería Westinghouse, en el que los seleccionados se preparaban a tiempo completo durante seis meses. El gran interés de Lamme en las personas con las que trabajaba fue devuelto por su afecto, estima y admiración por él como un gran ingeniero.

## Familia
Lamme nunca se casó, compartiendo su hogar con sus hermanas. Una de ellas, Bertha Lamme Feicht (1869-1943), graduada por la Universidad Estatal de Ohio, fue la primera ingeniera eléctrica de la nación y la primera mujer que se graduó en un campo importante de ingeniería, además de las áreas relacionadas con la ingeniería civil. Trabajó en Westinghouse como ingeniera de diseño eléctrico bajo la dirección de su hermano hasta su matrimonio con el ingeniero de Westinghouse, Russel Feicht. Bertha trabajó en los turbogeneradores para el proyecto de las Cataratas del Niágara. Fue conocido por sus amigos y colegas, así como por su familia, por el cariñoso apodo de "B.G.". A Lamme le gustaba mucho la música clásica y acumulaba una gran colección de discos.

## Reconocimientos
- Recibió la Medalla Edison de la IEEE en la edición de 1918. Le fue entregada el 16 de mayo de 1919 en el Auditorio del Edificio de Sociedades de Ingeniería, la sede que precedió al Edificio de Ingeniería en los últimos tiempos en Nueva York. El premio le fue concedido "Por la invención y el desarrollo de maquinaria eléctrica". La Medalla Edison se presenta para "Una carrera de logros meritorios en ciencia eléctrica o ingeniería eléctrica o artes eléctricas".
- El 12 de enero de 1923, la Universidad Estatal de Ohio invitó a Lamme a presentar la Medalla Joseph Sullivant en la ceremonia inaugural de ese premio.[9][10]

## Legado
- En su testamento, estableció la Medalla Lamme, para reconocer a los miembros del AIEE por logros meritorios en el desarrollo de aparatos o maquinaria eléctricos. Su testamento también legó una medalla de oro para que la otorgara la American Society for Engineering Education por logros en la enseñanza técnica.
- Así mismo, estableció que una medalla de oro se entregara anualmente a un graduado técnico de su alma mater, la Universidad Estatal de Ohio, por "logros meritorios en ingeniería".

## Artículos de ingeniería
- Documentos de ingeniería eléctrica (Westinghouse, Pittsburgh, 1919)

## Patentes de los Estados Unidos
- Sistema de control Patente USPTO n.º 1,729,882, 1924.
- Patente USPTO n.º 1,640,549 Giróscopo sistema estabilizador, 1922
- Sistema de conducción Patente USPTO n.º 1,416,038 para estabilización giróscopo, 1922
- Patente USPTO n.º 1,392,182 Medios para prevenir el flasheo commutator, 1921
- Patente USPTO n.º 1,390,624 Sistema de propulsión eléctrica de buques, 1921.
- Patente USPTO n.º 1,387,496 Control de velocidad para motores de inducción, 1921.
- Patente USPTO n.º 1,336,566 Control de velocidad para motores de inducción, 1920.
- Patente USPTO n.º 1,333,664 Control de velocidad para motores de inducción, 1920.